# Max Roser
Max Roser (ur. 1983 w Kirchheimbolanden) – niemiecki ekonomista i filozof. Zajmuje się problemami globalnymi, w tym zagadnieniami takimi jak ubóstwo, choroby, głód, zmiana klimatu, wojny, zagrożenia egzystencjalne i nierówności społeczne.
Obecnie (2019) jest dyrektorem ds. badań w zakresie ekonomii na Uniwersytecie Oksfordzkim.
Jest twórcą publikacji „Our World in Data”, obrazującej zmiany w warunkach życia.